# Stora Almsjön (naturreservat)
Stora Almsjön är ett naturreservat i Malung-Sälens kommun i Dalarnas län.
Området är naturskyddat sedan 2001 och är 55 hektar stort. Reservatet ligger öster om Stora Almsjön och  består av granskog, mindre hällmarkstallskog och myrområden.